# Chaetodon triangulum
Chaetodon triangulum là một loài cá biển thuộc chi Cá bướm (phân chi Gonochaetodon) trong họ Cá bướm. Loài này được mô tả lần đầu tiên vào năm 1831.

## Từ nguyên
Danh từ định danh triangulum trong tiếng Latinh mang nghĩa là "hình tam giác", hàm ý đề cập đến hình dạng cơ thể gần như là hình tam giác của loài cá này.

## Phạm vi phân bố và môi trường sống
Dọc theo đường bờ biển Đông Phi (gồm cả Madagascar), C. triangulum được phân bố trải dài đến biển Andaman và các đảo phía tây Indonesia (ít nhất là đến đảo Bali trên biển Java).
C. triangulum sống tập trung ở những khu vực mà san hô cành phát triển phong phú trên các rạn viền bờ hay trong đầm phá, được tìm thấy ở độ sâu đến ít nhất là 25 m.

## Mô tả
C. triangulum có chiều dài cơ thể lớn nhất được ghi nhận là 16 cm. Loài này có màu tím xám với những sọc vàng hình chữ V ở hai bên thân. Đầu màu vàng với 3 dải màu nâu đỏ: dải thứ nhất từ trán xuống quanh miệng; dải thứ hai từ đỉnh đầu băng dọc qua mắt; dải còn lại từ lưng trước kéo xuống ngực. Vây lưng và vây hậu môn có dải vàng dọc theo phần rìa (vây lưng có viền đen rất mỏng ở rìa, còn vây hậu môn có một sọc mảnh màu xanh óng ở trong). Cuống đuôi có vệt vàng. Vây bụng màu vàng. Vây ngực trong suốt, có vạch nâu đỏ băng qua gốc. Vây đuôi có một vệt đen hình thoi bao quanh bởi dải viền vàng.
Số gai ở vây lưng: 11–12; Số tia vây ở vây lưng: 24–27; Số gai ở vây hậu môn: 3; Số tia vây ở vây hậu môn: 20–22; Số tia vây ở vây ngực: 13–14; Số gai ở vây bụng: 1; Số tia vây ở vây bụng: 5.

## Phân loại học
Phân chi Gonochaetodon đặc trưng bởi các loài có hình dạng cơ thể hình tam giác với sọc chữ V màu vàng ở hai bên thân. Ngoại trừ Chaetodon larvatus dễ dàng phân biệt bởi vùng đầu màu cam, hai loài còn lại là C. triangulum và Chaetodon baronessa hầu như không có nhiều khác biệt, ngoại trừ hoa văn trên vây đuôi của chúng. Vây đuôi của C. baronessa chỉ có cặp sọc vàng-đen, trong khi vây đuôi của C. triangulum có một vệt đen hình thoi bao quanh bởi dải viền vàng.

## Sinh thái học
C. triangulum là loài ăn san hô chuyên biệt. Không như đa số các loài cá bướm ăn san hô khác, C. triangulum đặc biệt ưa san hô cành Pocillopora hơn Acropora, nhưng cả hai vẫn được C. triangulum ưu tiên chọn so với phần lớn các loài san hô khác.
C. triangulum sống đơn độc hoặc kết đôi với nhau (thường là cá trưởng thành), tỏ ra hung hăng xua đuổi những loài cá bướm khác xâm phạm lãnh thổ của chúng. C. triangulum cũng có thể kết đôi khác loài với C. baronessa ở khu vực mà cả hai có phân bố chồng lấn (như các đảo phía tây Indonesia); ngoài ra, cá thể mang kiểu màu trung gian giữa C. triangulum với C. larvatus đã được bắt gặp trong tự nhiên.

## Thương mại
C. triangulum ít được thu thập trong các hoạt động kinh doanh cá cảnh. Do chế độ ăn đặc biệt nên chúng khó sống tốt trong điều kiện nuôi nhốt.